# Verbascum propontideum
Verbascum propontideum är en flenörtsväxtart som beskrevs av Svante Samuel Murbeck. Verbascum propontideum ingår i släktet kungsljus, och familjen flenörtsväxter. Inga underarter finns listade i Catalogue of Life.